# 茲納緬斯基島
70°14′S 161°51′E / 70.233°S 161.850°E
茲納緬斯基島是南極洲的島嶼，位於倫尼克灣，處於倫尼克冰川終點北面，全長4公里，該島嶼由蘇聯探險隊繪入地圖，以該國水文學家命名。